# Teatro Regio di Torino
O Teatro Regio di Torino (em português: Teatro Real de Turim) é um teatro de ópera italiano. Se localiza na Piazza Castello de Turim, Piemonte, Itália. É uma das Residências da Casa de Saboia e sua fachada foi declarada Patrimônio da Humanidade pela Unesco em 1997. Sedia uma renomada companhia de ópera que leva o nome do teatro. Sua temporada vai de outubro a junho durante a qual são apresentadas em média de 8 óperas anuais.

## Origem
Vários edifícios eram usados para apresentações de destaque em Turim até o século XVI, até que em 1713 se considerou a construção de um teatro de ópera. Foi encomendado por Carlos Emanuel III da Sardenha a Filippo Juvarra. Entretanto as obras só se iniciaram no ano de 1738, após a morte de Juvara. A supervisão ficou então a cargo de Benedetto Alfieri até o fim da construção.

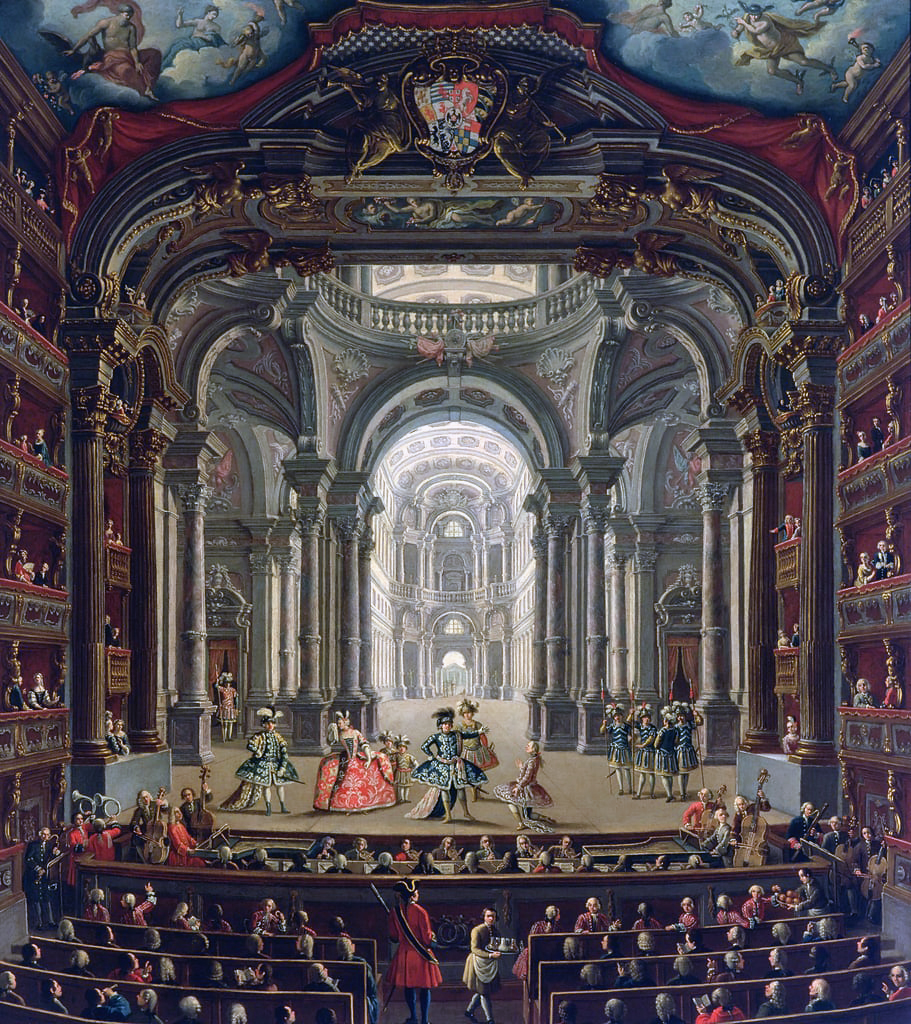
Representação do interior do Teatro Regio no século XVIII, por Pietro Domenico Oliviero.

## Nuovo Teatro Regio, de 1740 a 1936
O Nuovo Teatro Regio ('Novo Teatro Real') foi inaugurado em 26 de dezembro de 1740 com a apresentação de Arsace de Francesco Feo . Foi aberto com 1 500 assentos e 139 camarotes localizados em 5 pisos e uma galeria.
Todavia, o teatro foi fechado por ordem real em 1792 e transformado em um armazém. Com a ocupação francesa durante as Guerras Napoleônicas o teatro foi rebatizado como Teatro Nazionale e, após a coroação de Napoleão como imperador, rebatizado novamente como Teatro Imperiale. Com a queda de Napoleão em 1814 o teatro voltou ao seu nome original: Regio. Nos anos decorrentes o teatro passou por diversas crises financeiras até ser assumido pela cidade, em 1870.
Outros teatros foram reformados e passaram a apresentar temporadas de ópera em Turim. Entre estes o Teatro Carignano, que foi restaurado em 1824 e também foi assumido pelo município em 1932. Após a destruição do Teatro Regio em 1936, em função de um incêndio, o Carignano serviu como local de apresentação das óperas na cidade até a reinauguração do Regio, em 1973.

## Reconstrução e atualidade do teatro
Após o incêndio, foi feita uma competição nacional para decidir quem assinaria o projeto de reconstrução. Sairam vencedores Aldo Morbelli e Robaldo Morozzo della Rocca que, entretanto, não puderam tocar as obras em função da II Guerra. Com a morte de Morbelli em 1963 foi contratado um novo projeto, este assinado pelo arquiteto Carlo Mollino e pelo engenheiro Marcello Zavelani Rossi
O teatro então reconstruido com um interior de arquitetura moderna mas mantendo a fachada original, foi inaugurado em 10 de abril de 1973 I vespri siciliani, de Verdi dirigida por Maria Callas e Giuseppe Di Stefano.
O novo teatro tem 1 750 e forma elíptica com 37 balcões ao longo de seu perímetro. Foi adicionada uma concha acústica. Atualmente as temporadas sediadas no tetro apresentam grande variedade de estilos, sendo executadas nos palcos do Teatro Regio desde óperas clássicas até obras contemporâneas.